# 阿爾德羅萬迪山脊
阿尔德罗万迪山脊(Dorsa Aldrovandi)是位于月球澄海北纬24.0°、东经28.5°(24°00′N 28°30′E / 24.0°N 28.5°E)的一道皱岭，长约136公里。在1976年被国际天文联合会以意大利博物学者乌利塞·阿尔德罗万迪之名命名。该山脊北端起源于勒莫尼耶环形山，南端靠近克勒克陨石坑。

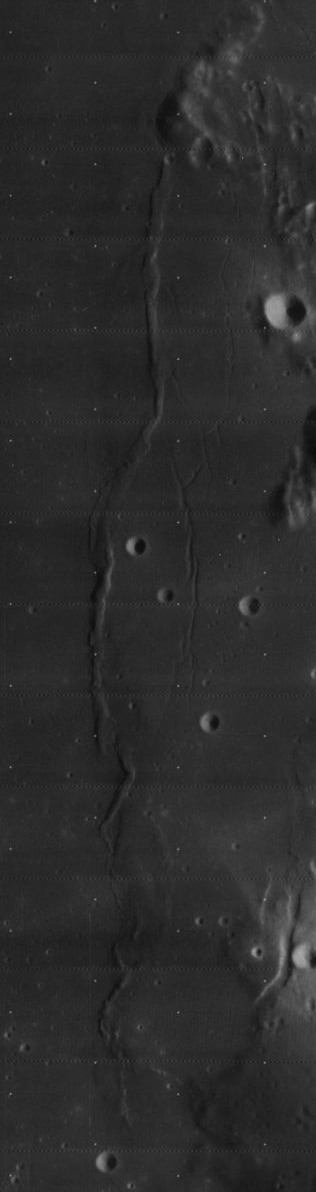
月球轨道器4号拍摄的图像

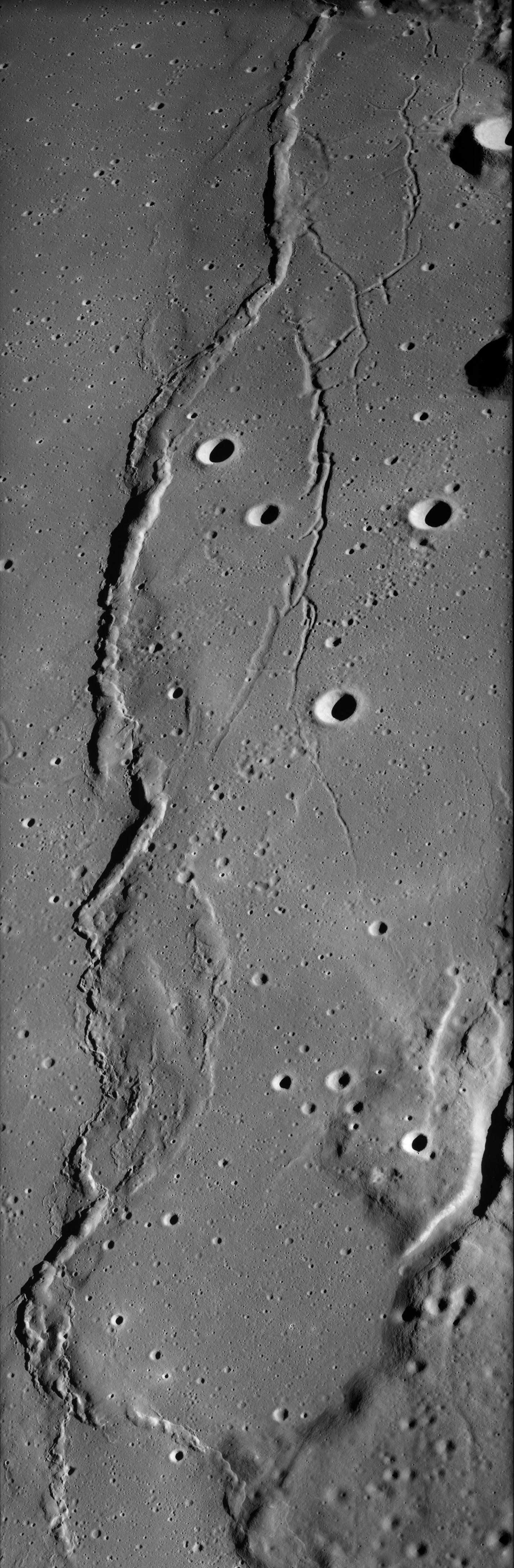
阿波罗17号全景照相机拍摄的斜视图